# Adenosindiphosphat
Adenosindiphosphat (ADP) ist ein Nucleotid, bestehend aus dem Diphosphat des Nucleosids Adenosin. Es entsteht bei der Hydrolyse von Adenosintriphosphat (ATP).
Adenosin mit einer einteiligen Phosphorkette heißt analog Adenosinmonophosphat (AMP); mit einer dreiteiligen Phosphorkette heißt es Adenosintriphosphat (ATP). ATP ist von diesen drei Molekülen das energiereichste Molekül – AMP das energieärmste.
Die Bezeichnung energiereich bzw. energiearm ist eigentlich irreführend. Die Bindungen sind keineswegs stark, sondern eher labil. Da alle drei Phosphatgruppen in biologischen Systemen negativ geladen sind und dicht beieinander gedrängt liegen, stoßen sie sich ab; vergleichbar einer gespannten Feder. Das unter physiologischen Bedingungen koordinierte, zweiwertige Magnesiumion stabilisiert diese Spannung etwas.
Bei der Phosphorylierung von Substraten mittels ATP entsteht ADP, was allgemein wie folgt formuliert werden kann:
{\displaystyle \mathrm {ATP+Substrat{\xrightarrow {Enzym}}Produkt+ADP} }
Dabei wird die Bindung zwischen dem zweiten und dritten Phosphat der Phosphatkette aufgelöst und das Substrat phosphoryliert. Das Produkt ist energiereicher als das Substrat. Das energiearme ADP wird durch energieliefernde Reaktionen im Körper wieder zum energiereichen ATP phosphoryliert. Bei allen Eukaryoten finden diese Reaktionen in den Mitochondrien statt, einem speziellen Organell der Zelle. Bei Pflanzen, die Photosynthese betreiben, finden diese Auf- und Abbaureaktionen auch in den Chloroplasten statt.
Adenosindiphosphat spielt auch eine Rolle bei der Aktivierung von Thrombozyten und damit bei der Thrombozytenaggregation. Dabei wird ADP aus dichten Granula in Thrombozyten freigesetzt und interagiert dann mit einer Familie von Rezeptoren auf Thrombozyten (P2Y1, P2Y12, und P2X1).